# Anonyme Co-Abhängige
Anonyme Co-Abhängige (englisch Co-Dependents Anonymous, CoDA) ist ein Zwölf-Schritte-Programm für Co-Abhängige Menschen, also Menschen, die ihr Selbstwertgefühl nur aus dem Verhältnis zu anderen Menschen beziehen. Das Programm beruht auf den Zwölf Schritten der Anonymen Alkoholiker.
CoDA finanziert sich aus den Spenden ihrer Mitglieder. Es gibt keine Mitgliedsbeiträge oder Sponsoren oder Gelder von anderen Institutionen oder Einrichtungen. Gelder von außen werden abgelehnt, um nicht in finanzielle Abhängigkeiten zu geraten. Das erste Treffen fand am 22. Oktober 1986 in Phoenix, Arizona, statt.

## Das Programm
CoDA-Mitglied kann jeder werden, der sein Verhältnis zu anderen Menschen verbessern will. Ziel ist es, ein gesundes Verhältnis zu sich selbst und anderen zu bekommen und das eigene Empfinden unabhängig von der Meinung anderer zu machen.
Co-Abhängige versuchen mit CoDA, ihre Beziehungen zu anderen Menschen ohne Zwang und Stress zu leben. Die Betroffenen wollen lernen, für sich selbst gut zu sorgen, um so auch mit anderen angemessen umzugehen.
Ein wesentlicher Bestandteil des Programms ist die Anonymität der Mitglieder, freiwilliger Kontakt der Betroffenen untereinander ist selbstverständlich möglich.
Bei CoDa kann man an Präsenz- oder virtuellen Meetings teilnehmen. Für die Durchführung virtueller Treffen wurde das CoDA-Labs gegründet, das die digitale Privatsphäre schützen soll und nach den Zwölf Traditionen der CoDA handelt.